# Trappola criminale
Trappola criminale (Reindeer Games) è un film del 2000 diretto da John Frankenheimer.

## Trama
Nick è un detenuto che si innamora di Ashley, una ragazza che conosce solo tramite lo scambio di lettere dal carcere. Non desidera altro che incontrarla di persona non appena avrà finito di scontare la pena, ma in seguito ad una rissa, Nick viene ucciso. Il suo compagno di cella Rudy decide allora di andare da Ashley non appena sarà libero. Quando esce di prigione incontra la ragazza e rimane colpito dalla sua bellezza: decide quindi di fingersi Nick.
In breve tempo anche Ashley si innamora di lui, ma la storia d'amore tra i due viene interrotta dal fratello di Ashley, Gabriel, capo di una banda di malviventi che ha pianificato una rapina in un casinò del Michigan e che ha bisogno dell'aiuto di Nick (che in realtà è Rudy) perché quest'ultimo ha lavorato come guardia nel casinò e conosce il sistema di sicurezza. Inizialmente Rudy decide di collaborare con Gabriel, fornendo alcuni indizi inventati e altri esatti che gli sono stati raccontati da Nick durante il periodo di detenzione. Tuttavia Rudy tenta anche di scappare, ma in uno dei suoi tentativi di fuga scopre accidentalmente che Ashley è la fidanzata di Gabriel e che ha solo finto di essere innamorata di Rudy/Nick per avere le informazioni sul casinò.
Rudy decide comunque di partecipare alla rapina, che va a buon fine, rivelando al resto della banda il luogo della cassaforte nascosta. I 3 superstiti (Rudy, Ashley e Gabriel) scappano a bordo di un camion e si fermano nei pressi di un burrone. Rudy, ormai inutile, deve essere eliminato, ma incredibilmente Ashley uccide Gabriel. Dal retro del camion appare a sorpresa il vero Nick che non era stato ucciso in carcere, ma solo ferito da un ergastolano che non aveva più nulla da perdere. Nick e Ashley sono veramente fidanzati e avevano indotto Gabriel, la sua banda e Rudy a fare la rapina per poi impossessarsi della refurtiva e non farsi arrestare. Ora l'ultimo testimone da uccidere è Rudy, che viene legato e messo in una macchina cosparsa di benzina da buttare giù nel burrone. Rudy però riesce a liberarsi e uccide la coppia. Successivamente prende la refurtiva e lascia un mazzetto di dollari a ciascun abitante di un paesino nelle vicinanze.

## Curiosità
- Il film è stato girato in Canada.
- Nel film c'è un cameo del noto attore pornografico Ron Jeremy, che interpreta un prigioniero.[1]
- Nella sequenza finale in cui Rudy, ancora travestito da Babbo Natale distribuisce mazzette di dollari, un coro di voci bianche intona il celebre canto natalizio  " The little drummer boy ".
- È l'ultimo film diretto dal regista John Frankenheimer.